# Rikarudo Higa
Rikarudo Higa (jap. 比嘉 リカルド, Higa Rikarudo; * 4. Mai 1973 in Campinas als Ricardo Higa) ist ein ehemaliger japanischer Fußballspieler mit brasilianischen Wurzeln.

## Karriere
Seinen ersten Vertrag unterschrieb er 1992 bei Rio Branco EC. 1998 wechselte er zum japanischen Verein Yaita SC. 1999 wechselte er zum Zweitligisten Albirex Niigata. Für den Verein absolvierte er 34 Spiele.
2003 wurde er eingebürgert und war somit auch berechtigt für die japanische Nationalmannschaft. Mit der japanischen Futsalnationalmannschaft qualifizierte er sich für die Futsal-Weltmeisterschaft 2004 und 2008. Higa wurde 2009 in den Kader der japanischen Beachsoccer-Nationalmannschaft berufen und kam bei der Beachsoccer-Weltmeisterschaft 2009 zum Einsatz.